# Nia Peeples
Virenia Gwendolyn "Nia" Peeples (Hollywood, 10 de dezembro de 1961) é uma atriz e cantora de dance music e R&B americana. Ela tornou-se conhecida pelo papel da estudante de artes cênicas Nicole Chapman na telessérie de drama musical Fame. Depois voltou a fazer maior sucesso em Walker, Texas Ranger, The Young and the Restless e Pretty Little Liars.

## Biografia
Nia nasceu em Hollywood, Califórnia, filha de Elizabeth Joan (nascida Rubic), uma dançarina de flamenco, e Robert Eugene Peeples. Foi criada em West Covina. Seus avós maternos eram imigrantes das Filipinas, e de ascendência filipina, espanhola, francesa e alemã. Seu pai, que era originalmente do Mississippi, tinha ascendência  escocesa-irlandesa, inglesa, nativa americana e italiana. Frequentou a UCLA e durante esse tempo chegou a se apresentar com Liberace em Las Vegas nos fins de semana.

## Vida pessoal
Ela tem um filho com o ex-marido Howard Hewett, Christopher (1990), e uma filha com o ex-marido Lauro Chartrand, Sienna (1998). Eles foram destaque no sexto episódio da segunda temporada de Celebrity Wife Swap, no qual Nia trocou de lugar com a cantora Tiffany.
Em 2015, se divorciou do surfista Sam George. Ela apresentou a papelada no Tribunal do Condado de Los Angeles em 11 de agosto, apenas 20 dias antes do oitavo aniversário de casamento do casal.
Atualmente também mantém o site Beautiful By Nia, descrito como "uma abordagem holística e sustentável para a beleza, corpo e bem-estar".

## Discografia

### Álbuns
- 1988: Nothin' But Trouble – US #97[12]
- 1991: Nia Peeples
- 2007: Songs of the Cinema

### Singles
| 1988                                                                                   | "Trouble"                          | 35 | 71 | 1  | —  | —  | Nothin' But Trouble |
| 1988                                                                                   | "High Time"                        | —  | —  | 10 | —  | —  | Nothin' But Trouble |
| 1989                                                                                   | "I Know How (To Make You Love Me)" | —  | —  | 28 | —  | —  | Nothin' But Trouble |
| 1991                                                                                   | "Street of Dreams"                 | 12 | 73 | —  | 74 | 23 | Nia Peeples         |
| 1992                                                                                   | "Kissing the Wind"                 | 76 | —  | —  | 86 | 76 | Nia Peeples         |
| 1992                                                                                   | "Faces of Love"                    | 88 | —  | —  | —  | 59 | Nia Peeples         |
| "—" indica uma gravação que não entrou no gráfico ou não foi lançada nesse território. |                                    |    |    |    |    |    |                     |

## Filmografia selecionada

### Cinema
| Ano  | Título                       | Papel               | Nota                 |
| ---- | ---------------------------- | ------------------- | -------------------- |
| 1987 | North Shore                  | Kiani               |                      |
| 1989 | DeepStar Six                 | Dra. Scarpelli      |                      |
| 1989 | Swimsuit                     | Maria Detney        | Telefilme            |
| 1989 | Nasty Boys                   | Serena Cruz         | Telefilme            |
| 1992 | I Don't Buy Kisses Anymore   | Theresa Garabaldi   |                      |
| 1996 | Bloodhounds II               | Nikki Cruise        | Telefilme            |
| 1997 | Tower of Terror              | Jill Perry          | Telefilme            |
| 1998 | Blues Brothers 2000          | Tenente Elizondo    |                      |
| 2002 | Half Past Dead               | 49er Seis           |                      |
| 2006 | Connors' War                 | Amanda              |                      |
| 2011 | Battle of Los Angeles        | Capitã Karla Smaith | Telefilme            |
| 2012 | Werewolf: The Beast Among Us | Vadoma              | Diretamente em vídeo |
| 2013 | 23 Minutes To Sunrise        | Rachel              | Diretamente em vídeo |
| 2015 | Lavalantula                  | Olivia West         | Telefilme            |

### Televisão
| Ano             | Título                     | Papel            | Nota                                                                 |
| --------------- | -------------------------- | ---------------- | -------------------------------------------------------------------- |
| 1983–1994       | General Hospital           | Carla Escobar    | Episódios desconhecidos                                              |
| 1983, 1984–1986 | Fame                       | Nicole Chapman   | 56 episódios                                                         |
| 1990            | Nasty Boys                 | Serena Cruz      | 13 episódios                                                         |
| 1993            | Return to Lonesome Dove    | Agostina Vega    | Minissérie conhecida no Brasil como Os Pistoleiros do Oeste II       |
| 1995            | Courthouse                 | Veronica Gilbert | 11 episódios                                                         |
| 1997            | Crisis Center              | Lily Gannon      | 6 episódios                                                          |
| 1999–2001       | Walker, Texas Ranger       | Sydney Cooke     | Elenco principal, Temporadas 7 e 8                                   |
| 2007–2009       | The Young and the Restless | Karen Taylor     | 125 episódios                                                        |
| 2010–2017       | Pretty Little Liars        | Pam Fields       | Elenco recorrente (38 episódios), Elenco principal (Episódio piloto) |